# Clemente Domingo Hernández
Clemente Domingo Hernández Heres (ur. 23 listopada 1961 na Kubie) – kubański piłkarz, grający na pozycji pomocnika, trener piłkarski. 

## Kariera piłkarska

### Kariera klubowa
Bronił barw kubańskich klubów.

### Kariera reprezentacyjna
Występował w juniorskiej reprezentacji Kuby U-17.

## Kariera trenerska
W 2007 prowadził Joe Public FC. W 2010 objął stanowisko głównego trenera reprezentacji Dominikany. Od 2012 również trenuje młodzieżową reprezentację.